# 曲克些路迪足球會
曲克些路迪足球會（Cork Celtic F.C.），原名常綠聯（Evergreen United F.C.），是一家位於愛爾蘭科克的足球會，他們曾在1951年至1979年期間參加爱尔兰足球联赛，主場比賽在特納斯十字路球場進行。在1974年，曲克些路迪贏得首次愛爾蘭聯賽冠軍，翌季參加歐洲冠軍盃進入第二輪賽事。

## 歷史

### 常綠聯
球會的成立日期不詳，但早在1936-37年賽季就首次參加愛爾蘭足協盃。常綠聯曾在1954年和1959年取得聯賽亞軍。在1953年，他們還與曲克體育會一同進入愛爾蘭足協盃決賽，但在重賽中以2-1不敵對手。在1956-57年賽季中，常綠聯球員Donal Leahy以15個進球的成績與另一名球員並列聯賽神射手。在接下來的兩個賽季中，Leahy以16和22個進球的成績蟬聯聯賽神射手。1959年，球會改名為曲克些路迪。

### 曲克些路迪
曲克些路迪在1960年代與曲克希伯尼恩斯之間成為愛爾蘭當地主要競爭對手；在1960年代末期，隨著像卡爾·達文波特（綽號“Dav”）這樣的球員吸引了多達18,000名觀眾，球場的入場人數達到歷史最高。在1974年，曲克些路迪擁有阿爾菲·黑爾及鮑比·坦布林的陣容下，由主教練和前球員保羅·奧唐納（Paul O'Donovan）率領下贏得了他們唯一的愛爾蘭足球聯賽冠軍。在接下來的賽季中，曲克些路迪吸引其他幾位知名球員，成功邀請前曼聯球星佐治·貝斯及前英格蘭國腳哥富·靴斯加盟，前者在1975年12月加盟曲克些路迪只參加對布咸美恩斯、舒爾本和杜希達聯的三場聯賽，儘管他三場比戴未能進球仍吸引大批觀眾。 ；後者在1976年待了一個月，期間攻進三個進球。三屆德國足球先生烏韋·施拉亦曾經為曲克些路迪在1977-78年賽季中客串一場聯賽，對沙洛克流浪攻入了兩球，但最終以2-6失利。
在1977-78年賽季開始時，曲克些路迪尋求對主場特納十字體育場的長期租約，以開發該球場以籌集額外收入。球會自1973-74年贏得聯賽後便逐漸走下坡路，因此考慮獲得特納十字體育場長期租約增加收入，由於無法與愛爾蘭足球協會解決租約問題，曲克些路迪沒有花錢維護特納十字體育場，被賽會評為不合規格參加比賽，無法在1978-79年賽季使用。因此，球會搬到花園小屋球場（Flower Lodge），這成為他們的最後一個賽季。然而與賽會和愛爾蘭足球協會三年來日益惡化的關係，最終導致曲克些路迪在1979年夏季被賽會驅逐出聯賽。儘管退出聯賽，曲克些路迪的控股公司仍持有特納十字體育場的租約，球會提議加入明斯特高級聯賽（Munster Senior League）。然而，賽會拒絕提議，最終曲克些路迪於1980年宣佈降散。

## 歐洲賽紀錄
| 賽季    | 賽事           | 階段   | 對賽球會       | 首回合 | 次回合 | 總比數 |  |
| ------- | -------------- | ------ | -------------- | ------ | ------ | ------ |  |
| 1964–65 | 歐洲盃賽冠軍盃 | 第一圈 | 索菲亞斯拉維亞 | 0–2    | 1–1    | 1–3    |  |
| 1974–75 | 歐洲冠軍球會盃 | 第一圈 | 奧摩尼亞       | 輪空   | 輪空   | N/A    |  |
| 1974–75 | 歐洲冠軍球會盃 | 第二圈 | 艾拉華特       | 1–2    | 0–5    | 2–7    |  |

## 榮譽
- 爱尔兰足球联赛冠軍: 1

 ：1973–74
- 愛爾蘭聯賽盾冠軍: 1

 ：1960–61

## 著名球員
- 哥富·靴斯
- 佐治·貝斯
- 烏韋·施拉

## 外部鏈接
- 曲克隊晉級愛爾蘭杯決賽

1. ↑  . The Irish Times.   [2009年3月7日]. （原始内容存档于2012年10月11日）.
2. ↑  BionicBohs[永久]
3. ↑  Article referring to Hurst, Best, Tambling and Seeler playing for Celtic 的存檔，存档日期2007-09-05.
4. ↑  .   [2007年12月24日]. （原始内容存档于2006年9月14日）.
5. ↑  George, Bill. . Cork Examiner. 1977年8月2日  [2019年5月14日]. （原始内容存档于2022年10月4日） –Irish Newspaper Archives.
6. ↑  George, Bill. . Cork Examiner. 1979年7月21日  [2019年5月23日]. （原始内容存档于4 October 2022） –Irish Newspaper Archives.
7. ↑  George, Bill. . Cork Examiner. 1979年7月23日  [2019年5月14日]. （原始内容存档于4 October 2022） –Irish Newspaper Archives.
8. ↑  George, Bill. . Cork Examiner. 1980年10月25日  [2019年5月14日]. （原始内容存档于2022年10月4日） –Irish Newspaper Archives.